# Mesoscutellum
Mesoscutellum (l. mn. mesoscutella) – element szkieletu owadów, wchodzący w skład grzbietowej części tułowia.
Mesoscutellum stanowi scutellum, czyli tarczkę śródtułowia. Wchodzi w skład śródplecza. Pierwotnie leży za scutum śródplecza, odgraniczona V-kształtnym szwem skutoskutellarnym.
U chrząszczy mesoscutellum położone jest za bezpośrednio za przedtarczą, a jego środkowa część jest wyniesiona i widoczna między nasadami pokryw jako tarczka (exoscutellum).
U muchówek mesoscutellum leży za skutum, oddzielone od niego szwem tarczkowym i określane jest jako tarczka, scutellum lub zatarczka. Zwykle ma kształt półksiężycowaty, ale u Celyphidae tworzy kopułę przykrywającą odwłok. 
U błonkówek mesoscutellum leży za mesoscutum i określane jest jako tarczka. U Apocrita, u których nie występuje metascutellum, mesoscutellum jest skrótowo określane jako scutellum.